# The Divine Art of Torture
The Divine Art of Torture är det amerikanska death metal-bandet Necrophagias fjärde studioalbum. Albumet gavs ut 2003 av skivbolaget Season of Mist.

## Låtförteckning
1. "Blaspheme the Body" – 3:11
2. "Upon Frayed Lips of Silence" – 5:08
3. "Parasite Eve" – 3:23
4. "Maim Attraction (Cold Rock Caress)" – 3:07
5. "Rue Morgue Disciple" – 2:46
6. "The Sick Room" – 4:00
7. "Conjuring the Unnamable" – 3:46
8. "Flowers of Flesh and Blood" – 4:39
9. "The Divine Art of Torture" – 3:12
10. "Zé do Caixão" – 3:39

## Medverkande
Musiker (Necrophagia-medlemmar)
- Killjoy (Frank Pucci) – sång
- Frediablo (Fred Prytz) – gitarr, bakgrundssång
- Iscariah (Stian Smørholm) – basgitarr
- Titta Tani – trummor
- Fug (Knut Vegar Prytz) – gitarr
- Mirai Kawashima – keyboard

Bidragande musiker
- Jenna Jameson – sång

Produktion
- Killjoy – producent, ljudmix, logo
- Frediablo – assisterande producent
- Fug – assisterande producent
- Rune Stavnelsi – ljudtekniker, ljudmix
- Emil Sporsheim – ljudtekniker
- Chadwik St. John – omslagsdesign
- Patrick Tremblay – omslagsdesign, logo
- Basil Gogos – omslagskonst
- Drew Elliott – omslagskonst
- Manuel Tinnemans – omslagskonst
- Chris Stanley – logo
- Kristoffer Oustad – foto
- Silenoz (Sven Atle Kopperud) – sångtext (spår 4)